# Is-Siġġiewi
 (décembre 2023).
Si vous disposez d'ouvrages ou d'articles de référence ou si vous connaissez des sites web de qualité traitant du thème abordé ici, merci de compléter l'article en donnant les références utiles à sa vérifiabilité et en les liant à la section « Notes et références ».
Is-Siġġiewi, connue aussi comme Siġġiewi est une ville et un concil local de Malte, située sur un plateau au sud-ouest de Malte, à quelques kilomètres d'Imdina, l'ancienne capitale maltaise, et à 10 kilomètres de La Vallette, la capitale actuelle. Elle compte 7 500 habitants qui, il y a de cela quelques décennies, travaillaient principalement dans les champs entourant Siġġiewi.
En fait, jusqu'à l'année 2001 la devise de Siġġiewi était "Labore et virtute" (Travail et vertu).

## Origine

### Toponymie
La signification du nom "Siġġiewi" est obscure. Certains croient que l'endroit a pris le nom de la famille Sageyo, une famille riche qui possédait de vastes terrains dans le secteur; d'autres prétendent que les racines sémitiques du mot signifient "prospère" ou calme, deux vertus chères aux villageois.

## Histoire
Comme pour plusieurs autres localités maltaises, l'histoire de Siġġiewi passe par l'arrivée des chevaliers de l'ordre de Saint-Jean de Jérusalem en 1530. À cette époque, il y avait déjà plusieurs petits hameaux dans la région; petit à petit, Ħal Xluq, Ħal Kbir, Ħal Niklusi et Ħal Qdieri ont été absorbés par Siġġiewi et aujourd'hui, seules leurs chapelles trahissent leur existence passée. Le 30 décembre 1797, suivant une requête formelle de Don Salvatore Curso, au nom de ses paroissiens, le grand maître Ferdinand von Hompesch a promu le village au rang de ville en lui donnant son nom, Citta Ferdinand.
Les ruines de l'ancienne église paroissiale dédiée à saint Nicolas de Bari sont toujours visibles de nos jours. L'église baroque dédiée au même saint fut érigée par des villageois travaillant qui ont collecté les fonds nécessaires de 1676 à 1693. L'architecte maltais Lorenzo Gafa l'a dessinée, mais elle a subi depuis quelques changements; le portique et la nef furent rajoutés par le professeur Nicola Żammit dans la seconde moitié du XIXe siècle.
La peinture principale de l'église est de Mattia Preti, "Il calabrese", qui fut également responsable de peindre la voûte de la co-cathédrale Saint-Jean, à La Vallette. La statue en bois du saint, qui est portée dans les rues lors de la fête de la ville, le dernier dimanche de juin, fut sculptée par Pietro Felici en 1737. Quelques années plus tôt, en 1732, ce même artiste a fait la statue qui se dresse toujours au centre du square. Sur son piédestal, une belle prière en latin implore le saint d'être clément et de protéger les champs que les croyants labourent.

## Géographie
| Ħaż Żebbuġ       | Qormi            | Luqa   |
| Ir-Rabat (Malte) | Siġġiewi         | Mqabba |
| Dingli           | Mer Méditerranée | Qrendi |

## Patrimoine et culture
De Siġġiewi, on peut voir le palais d'été de l'Inquisiteur construit par l'inquisiteur Onorato Visconti en 1625 et rénové en 1763 par l'inquisiteur Angelo Dorini. Aujourd'hui, c'est la résidence officielle du Premier Ministre maltais. Le palais du Grand Maître Verdalle est une des résidences des Présidents de la République. Tout près se trouve la forêt de Buskett, où les grands maîtres tel Jean de Valette allaient chasser.
Dans tous les coins et recoins de la vieille partie de la ville, on trouve beaucoup des niches, certaines datant du XVIIe siècle.
On y trouve également le musée The Limestone Heritage, situé dans une ancienne carrière, qui retrace l'histoire de l'exploitation de la pierre à chaux à Malte, cette pierre jaune pâle qui constitue le matériau de construction de base de la plupart des constructions anciennes de l'archipel.
Le concile local de Siġġiewi s'étend jusqu'à la côte. De là, l'îlet de Filfla est visible à l'horizon.